# Кучан-Лудбреський
Кучан-Лудбреський (хорв. Kućan Ludbreški) — населений пункт у Хорватії, у Вараждинській жупанії у складі міста Лудбрег.

## Населення
Населення за даними перепису 2011 року становило 186 осіб.
Динаміка чисельності населення поселення:

## Клімат
Середня річна температура становить 10,24 °C, середня максимальна – 23,75 °C, а середня мінімальна – -5,52 °C. Середня річна кількість опадів – 811 мм.
| Клімат поселення                              | Клімат поселення | Клімат поселення | Клімат поселення | Клімат поселення | Клімат поселення | Клімат поселення | Клімат поселення | Клімат поселення | Клімат поселення | Клімат поселення | Клімат поселення | Клімат поселення | Клімат поселення |
| Показник                                      | Січ.             | Лют.             | Бер.             | Квіт.            | Трав.            | Черв.            | Лип.             | Серп.            | Вер.             | Жовт.            | Лист.            | Груд.            |                  |
| Середній максимум, °C                         | 5,64             | 7,26             | 11,64            | 15,74            | 20,79            | 23,75            | 23,08            | 22,56            | 18,50            | 13,92            | 8,26             | 4,22             |                  |
| Середня температура, °C                       | 0,06             | 1,68             | 6,06             | 10,15            | 15,21            | 18,17            | 19,90            | 19,38            | 15,33            | 10,76            | 5,11             | 1,06             |                  |
| Середній мінімум, °C                          | −5,52            | −3,91            | 0,48             | 4,56             | 9,62             | 12,59            | 16,73            | 16,22            | 12,17            | 7,58             | 1,92             | −2,12            |                  |
| Норма опадів, мм                              | 41               | 42               | 50               | 63               | 73               | 92               | 84               | 80               | 77               | 73               | 78               | 58               |                  |
| Середньомісячна швидкість вітру, м/с          | 2.18             | 2.42             | 2.76             | 2.71             | 2.51             | 2.24             | 2.19             | 1.97             | 2.02             | 2.09             | 2.24             | 2.24             |                  |
| Середньомісячна сонячна радіація, кДж/м²·день | 4056             | 6782             | 10611            | 14991            | 19137            | 21036            | 21693            | 18998            | 14016            | 8702             | 4544             | 3305             |                  |
| --------------------------------------------- | ---------------- | ---------------- | ---------------- | ---------------- | ---------------- | ---------------- | ---------------- | ---------------- | ---------------- | ---------------- | ---------------- | ---------------- | ---------------- |
| Джерело:                                      |                  |                  |                  |                  |                  |                  |                  |                  |                  |                  |                  |                  |                  |